# Гексера
Гексера (грец. ἑξήρης), у римлян сексера, сексирема (лат. sexiremis) — шестипалубний бойовий корабель Античності 100 рр. до н. е. У римський час, хоча і в дуже незначній кількості, існували кораблі, призначені спеціально для розміщення артилерії. До них належали гексери, септери, еннери і децимреми.
Є свідчення, що римляни будували і більш ніж п'ятиярусні кораблі. Так, коли в 117 р. н. е. легіонери Адріана досягли Перської затоки і Червоного моря, вони побудували флот, флагманом якого нібито була гексера.
Втім, вже під час битви з Карфагенським флотом при Екномі (Перша Пунічна війна) флагманськими кораблями римського флоту були дві гексери (шестипалубники). Згідно з деякими розрахунками, найбільшим кораблем, побудованим за античними технологіями, міг бути семиярусний корабель довжиною до 300 футів (бл. 90 м).
Корабель більшої довжини з усією неминучістю зламався б на хвилях. Римська гексера несла до 6 скорпіонів і 2 важких балісти. Конструктивно і зовні гексери нагадують римські еннери і децимреми. Спробу реконструкції гексери в ряду середземноморських військових кораблів здійснив Дж. Коутс (J. Coates).